# اسم مكشوف

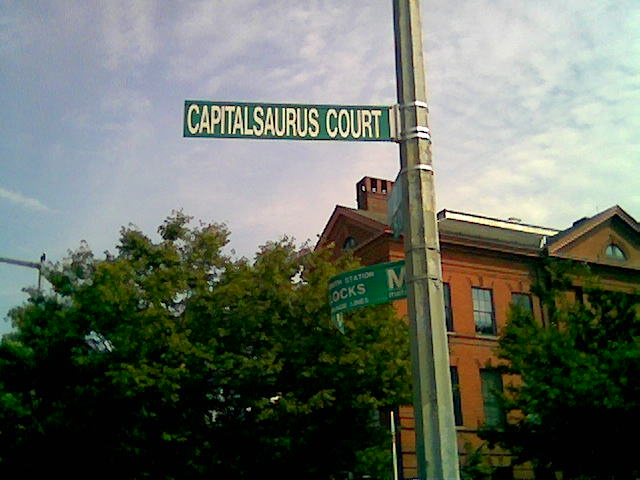

الاسم المكشوف أو الاسم العاري (باللاتينية: nomen nudum) في التصنيف (خصوصًا في مصطلحات علم الحيوان والنبات) هي تسمية تبدو تمامًا كاسم علمي لكائن حي وقد يكون الغرض منها في الأصل أن تكون الاسم العلمي لكنها فشلت في أن يكون واحدًا لأنها لم تنشر (أو لم يتم نشرها بعد) مع وصف مناسب (أو إشارة إلى مثل هذا الوصف). هذا يجعل الاسم «مكشوف» أو «عاري» وهو اسم لا يمكن قبوله كما هو. المصطلح المكافئ إلى حد كبير ولكن الأقل استخدامًا هو مصطلح «الاسم فقط» (باللاتينية: Nomen nudum).